# Dietlibc
dietlibc — стандартная библиотека языка Си предназначенная для встраиваемых систем. Выпущена под лицензией GPL v2. Она создана Felix von Leitner с целью создания максимально лёгких программ. dietlibc сделана с нуля и поэтому реализует только важные и широко используемые функции.
Поддерживает платформы ARM, MIPS, x86, PowerPC, Sparc, Alpha, s390. В первую очередь предназначена для статической линковки, хотя на некоторых платформах поддерживается динамическая.

## Недостатки
Имеет небольшую функциональность (по сравнению с другими реализациями libc), недостаточная поддержка динамической линковки, плохая документация.